# Liste des lacs en Guinée-Bissau
La liste des lacs en Guinée-Bissau répertorie la liste non exhaustive des lacs présents sur le territoire Bissau-Guinéen.

## Lacs notoires et catégories de lacs présents dans le pays
Le lac Cufada est l'un des principaux lacs en Guinée-Bissau, il ne s'assèche jamais et est classé site Ramsar. Le lac Cufada est riche en faune halieutique.